# Carlhubbsia stuarti
 Carlhubbsia stuarti és un peix de la família dels pecílids i de l'ordre dels ciprinodontiformes.

## Morfologia
Els mascles poden assolir els 5,5 cm de longitud total i les femelles els 4,5.

## Distribució geogràfica
Es troba a Centreamèrica: Guatemala i Belize.